# Budi Sudarsono
Budi Sudarsono (né le 19 septembre 1979 à Kediri en Indonésie) est un footballeur international indonésien, qui évolue au poste d'attaquant.

## Biographie

### Carrière en sélection
Avec l'équipe d'Indonésie, il joue 46 matchs (pour 16 buts inscrits) entre 2001 et 2010. 
Il figure dans le groupe des sélectionnés lors des coupes d'Asie des nations de 2004 et de 2007.
Il joue également 7 matchs comptant pour les tours préliminaires des coupes du monde 2002, 2006 et 2010.

## Palmarès
| Persija Jakarta - Championnat d'Indonésie (1) : - Champion : 2001. |  | Sriwijaya - Coupe d'Indonésie (1) : - Vainqueur : 2008-09. - Supercoupe d'Indonésie (1) : - Vainqueur : 2010. |